# Щиголь, Юрий Фёдорович
Юрий Фёдорович Щиголь (укр. Юрій Федорович Щиголь; родился 5 ноября 1983, Зазимье, Броварский район, Киевская область, Украинская ССР, СССР) — украинский государственный деятель, бригадный генерал, глава Государственной службы специальной связи и защиты информации Украины с 2020 года. В 2022 году стал членом Ставки Верховного главнокомандующего.

## Биография
Родился 5 ноября 1983 года в селе Зазимье Броварского района Киевской области.
Окончил Университет государственной фискальной службы Украины в 2006 году по специальности «правоведение», в 2008—2009 годах учился в Национальной академии СБУ, в 2017 году окончил университет имени Альфреда Нобеля по специальности «финансы и кредит».
В 2007—2008 годах работал в Барышевской налоговой инспекции Киевской области. В 2008—2020 годах — сотрудник СБУ, проходил службу на оперативных и руководящих должностях.
8 июля 2020 года распоряжением Кабинета министров Украины назначен главой Государственной службы специальной связи и защиты информации Украины.
Имел звание полковника вооружённых сил Украины, с 29 марта 2022 года бригадный генерал.
В 2022 году включён в состав Ставки Верховного главнокомандующего.